# Барское-Татарово
Ба́рское-Тата́рово — село в Вязниковском районе Владимирской области России, входит в состав муниципального образования «Посёлок Мстёра». 

## География
Село расположено на реке Мстёрке, на юге примыкает к посёлку Мстёра.

## История
Впервые упоминается в исторических документах XVII века. В XVIII веке принадлежало помещикам Нестеровым, в усадьбе которых русским живописцем Михаилом Шибановым были написаны две знаменитые картины из народной жизни — «Крестьянский обед» (1774) и «Празднество свадебного договора» (1777). С 1864 года здесь была так называемая «Голышевка» — усадьба учёного-самоучки и издателя И. А. Голышева, где была его литография. Для переговоров об издании своих книг для народа к Голышеву приезжал поэт Н. А. Некрасов. От усадьбы сохранился парк.
До революции центр Татаровской волости Вязниковского уезда. 
В годы советской власти центр Барско-Татаровского сельсовета, центральная усадьба совхоза «Мстёрский».

## Население
| 1859 | 1905 |
| ---- | ---- |
| 403  | 314  |

| 1859 | 1905 | 1926 | 2002  | 2010  | 2021  |
| ---- | ---- | ---- | ----- | ----- | ----- |
| 403  | ↘314 | ↗611 | ↗1365 | ↘1249 | ↘1228 |

## Достопримечательности
Памятник архитектуры эпохи классицизма — Богородице-Рождественская церковь (1802).